# Retroa dimorphandrae
Retroa dimorphandrae är en svampart som först beskrevs av Frank Lincoln Stevens, och fick sitt nu gällande namn av P.F. Cannon 1991. Retroa dimorphandrae ingår i släktet Retroa och familjen Phyllachoraceae.   Inga underarter finns listade i Catalogue of Life.